# إيفيتا موكوشيان
إيفيتا موكوشيان (بالأرمنية: Իվետա Մուկուչյան)‏ هي مغنية أرمنية، وكاتب أغاني، ونموذج وممثلة. ولدت في يريفان، أرمينيا.وفي عام 2016، مثلت أرمينيا أرمينيا مسابقة الأغنية الأوروبية. في عام 2016، كانت أيضا تصور في فيلم كوميدي.

## روابط خارجية
- إيفيتا موكوشيان على موقع IMDb (الإنجليزية)
- إيفيتا موكوشيان على موقع ميوزك برينز (الإنجليزية)
- إيفيتا موكوشيان على موقع أول ميوزيك (الإنجليزية)
- إيفيتا موكوشيان على موقع ديسكوغز (الإنجليزية)